# University of Nevada, Las Vegas

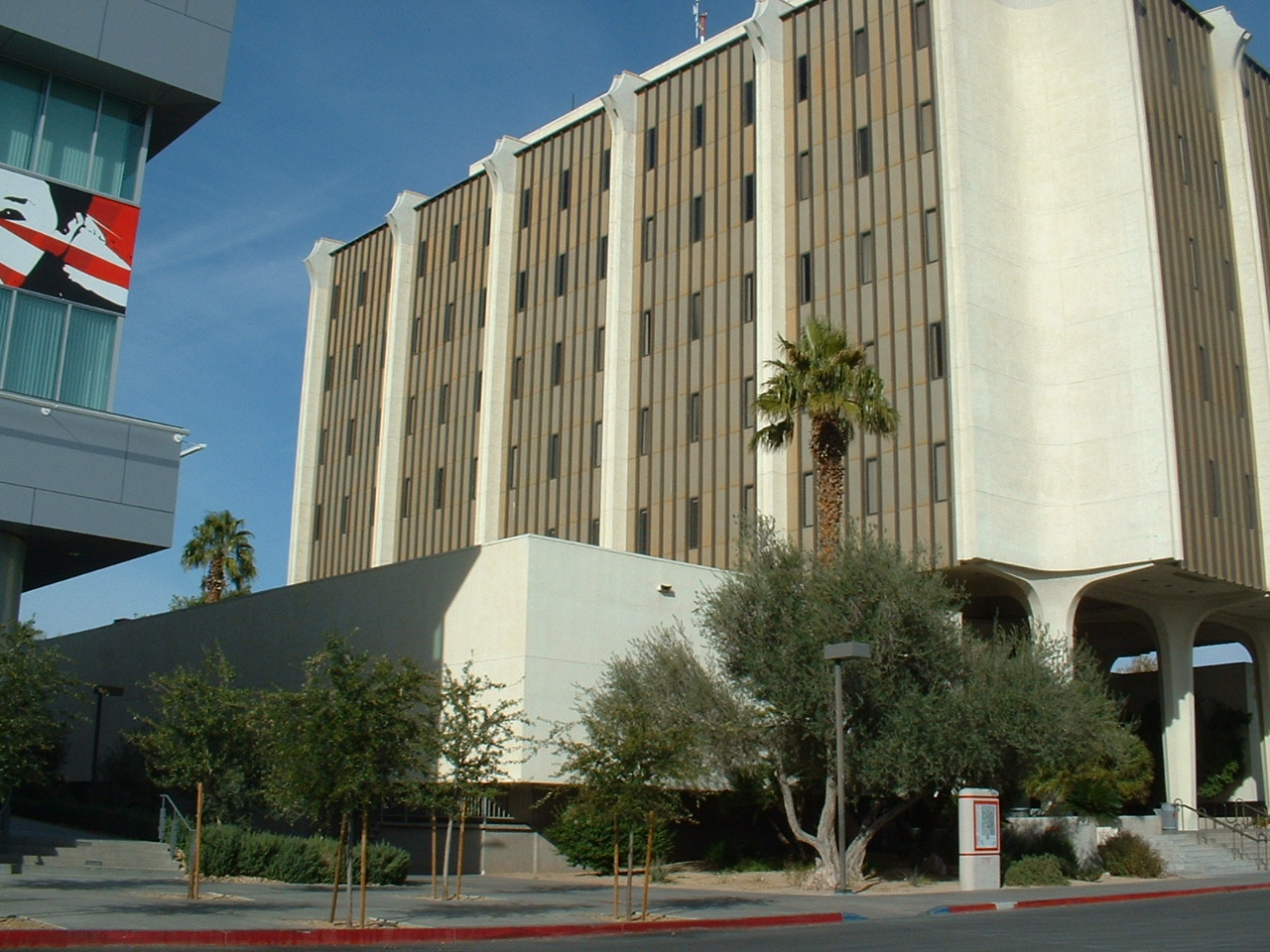
Universitätsgebäude der UNLV

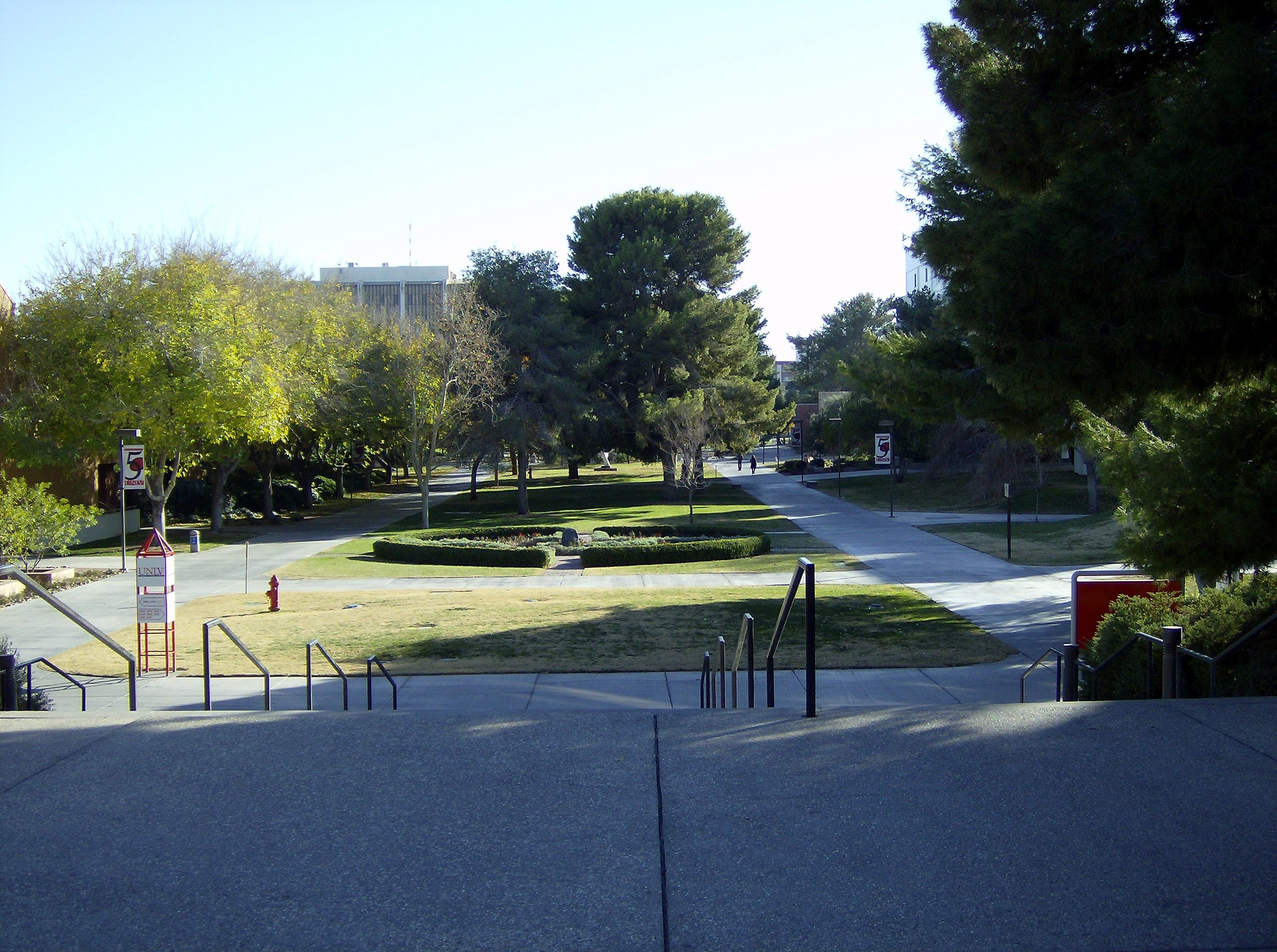
Campus der UNLV, im Hintergrund das Student Union building

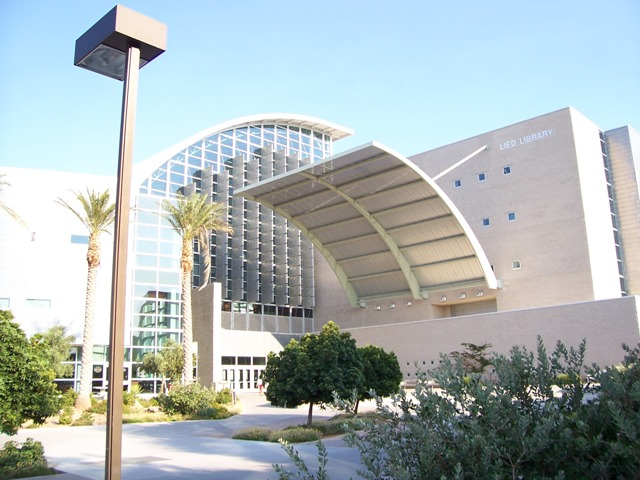
Lied Library, die größte Bibliothek in Las Vegas

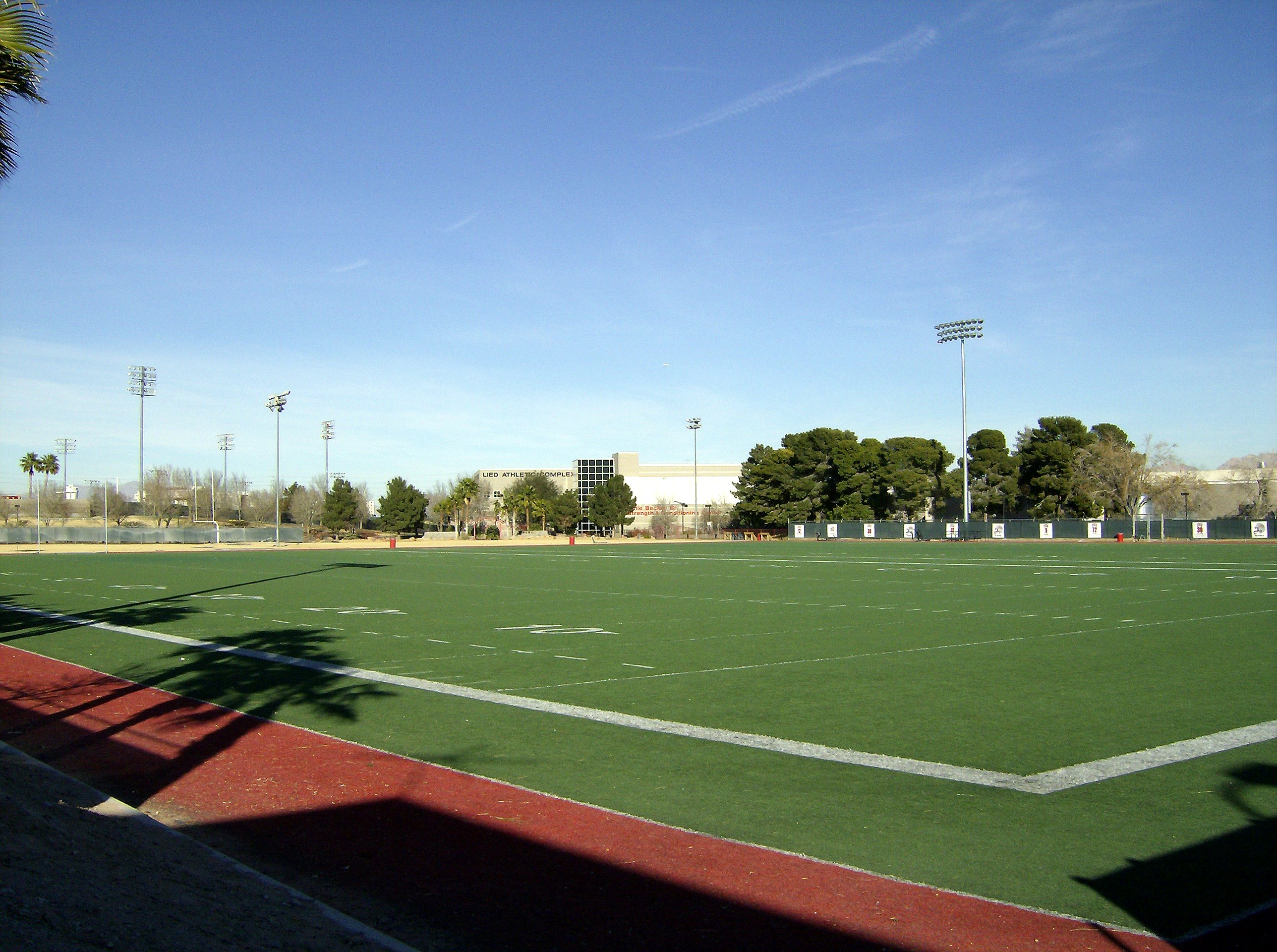
Football-Übungsplatz der UNLV Rebels

Die University of Nevada, Las Vegas (auch UNLV genannt) ist eine staatliche Universität in Paradise, einem Vorort von Las Vegas im US-Bundesstaat Nevada. Mit 30.660 Studenten (Stand: Herbst 2022) ist sie die größte Hochschule in Nevada. Die Universität hat einen guten Ruf in den Fachrichtungen Ingenieurwesen, Englisch, Hotelmanagement und Wirtschaftsinformatik.

## Geschichte
1957 wurde die Hochschule in Las Vegas als südlicher Standort der University of Nevada eröffnet. 1965 wurde die Universität in Nevada Southern University umbenannt. Seit 1968 ist sie eine der University of Nevada, Reno gleichrangige Hochschule und 1969 erhielt sie ihren heutigen Namen.

## Fakultäten
- Architektur
- Geisteswissenschaften (College of Liberal Arts)
- Gesundheitswissenschaften
- Hotelmanagement (William F. Harrah College of Hotel Administration)
- Ingenieurwissenschaften (Howard R. Hughes Engineering College)
- Künste
- Naturwissenschaften
- Pädagogik
- Pflegewissenschaft (Nursing)
- Rechtswissenschaften (William S. Boyd School of Law)
- Urbanitätswissenschaft (Greenspun College of Urban Affairs)
- Wirtschaftswissenschaften
- Graduate College
- Honors College
- University College

## Forschung
Im Jahr 2005 erhielt die UNLV mehr als 95 Millionen US-Dollar externe Forschungsgelder, etwa 30 % mehr als im vorherigen Jahr.

## Sport
Das Sportteam der UNLV sind die Rebels. Die UNLV ist Mitglied der Mountain West Conference.

## Bekannte Absolventen
- Joel Anthony (* 1982) – Basketballspieler
- Stacey Augmon – Basketballspieler
- Anthony Bennett (* 1993) – Basketballspieler
- Lucy Flores (* 1979) – Politikerin (Demokratische Partei)
- Joe Hawley (* 1988) – American-Football-Spieler
- Larry Johnson (* 1969) – Basketballspieler
- Suge Knight (* 1965) – Musikproduzent
- Shawn Marion (* 1978) – Basketballspieler
- Lane Spina (* 1962) – Freestyle-Skier
- Ronnie Vanucci – Schlagzeuger der Band The Killers